# 抑止音力
『抑止音力』は1991年に発表された突然段ボールのアルバム。

## 解説
蔦木栄一によるライナーノーツによれば、「本編は、1986年の『逆ねじ』（20cmフォノシート）から6年ぶり、LPでは1982年の『ロル・コックスヒル＆突然段ボール』から9年ぶりに...制作、録音した新作」。
全11曲（作詞：蔦木栄一、作曲：蔦木俊二、編曲：突然段ボール）。ジャケットコンセプト／写真:蔦木栄一。

## 収録曲
1. 夢の成る丘
2. 正体
3. ヤケクソ、デタラメ
4. 視力の限界
5. 標識の見方
6. 安住の地
7. テーブル
8. 孤立の理由
9. 合金とハム
10. 日々・反省の毎日
11. 目前の敵

## メンバーおよびスタッフ
- 突然段ボール
  - 蔦木栄一 - ボーカル、エフェクティック・パーカッション
  - 蔦木俊二 - ギター、ベース、キーボード、ドラム・プログラミング、バック・ボーカル